# بالسکت
بالسکت (به انگلیسی: Balscote) یک روستا در بریتانیا است که در آکسفوردشر واقع شده‌است.